# János Batsányi
János Batsány (Tapolca, 9 maggio 1763 – Linz, 12 maggio 1845) è stato un poeta ungherese.
Rivoluzionario filofrancese, fu coinvolto nella congiura del 1795 e arrestato dalle forze dell'ordine. Autore delle opere Agli scienziati ungheresi (1821) e Liriche (1827), fondò la rivista Museo ungherese di Cassovia.